# Палап'є
Палап'є (англ. Palapye) — місто на сході Ботсвани, розташований на території Центрального округу.

## Географія
Розташоване за 240 км на північний схід від Габороне і за 170 км на північний захід від Франсистауна, на висоті 919 м над рівнем моря. Місто знаходиться приблизно за 70 км на північ від тропіка Козерога. Через територію Палапа протікає річка Лоцане.
Літо в Палап'є триває з середини вересня по середину квітня; в цей період у місті виключно жарко, денні температури нерідко досягають 40 °C. Зима — м'яка і посушлива. Середня річна норма опадів налічує близько 400 мм.

## Населення
За даними перепису 2011 року населення міста становить 36211 человек.
 Динаміка чисельності населення міста по роках: 
| 1981 | 1991  | 2001  | 2011  | 2013  |
| ---- | ----- | ----- | ----- | ----- |
| 9593 | 17362 | 26293 | 36211 | 38432 |

## Транспорт
Через Палап'є проходить автомобільне шосе A1, що з'єднує два найбільших міста країни — Габороне і Франсістаун. Другорядна дорога з'єднує Палапа з Серове і йде далі на місто Орапа. Через місто проходить також і залізниця, що з'єднує всі великі міста на сході і південному сході Ботсвани. Є невелика злітно-посадкова смуга, крім того, існують плани з будівництва в місті міжнародного аеропорту.

## Пам'ятки
З визначних пам'яток міста можна відзначити заповідник Кхама-Райно, розташований приблизно за 50 км на північний захід від Палапа і за 15 км від міста Серове. Цей заповідник служить будинком для дуже рідкісних білого і чорного носорогів. Приблизно за 20 км на південний схід від міста є залишки Пхалацве (старого Палап'є), колишньої столиці народу бамангвато за часів правління Кхами III в період з 1889 по 1902 роки.